# Biblioteca Castilla y León (Burgos)
La Biblioteca Castilla y León, establecida en el Monasterio de San Agustín  (MOSA) de Burgos (Castilla y León, España), es una biblioteca especializada en temas locales y regionales, especialmente historia y arte de la provincia de Burgos, Castilla y León y provincias limítrofes.

## La biblioteca
La actual biblioteca es el resultado de la fusión de la anterior Biblioteca Auxiliar del Archivo de la Diputación con la Biblioteca Castilla y León, creada en 1981, a partir de la importante donación hecha por el burgalés afincado en Valencia, D. Andrés Ortega del Álamo, e instalada en el edificio del Consulado del Mar de Burgos. Cuenta en total con más de 30 000 volúmenes.
Además de libros de carácter general, es depositaria de la que fue biblioteca personal de D. Manuel Machado, con primeras ediciones de libros escritos por él, algunos dedicados a su mujer. El fondo de esta cuenta con unos 1.650 libros y casi 200 recortes de prensa que recogen las críticas a los estrenos teatrales de los dos hermanos Machado. Otro curioso fondo es el de libros escolares, con más de 3000 volúmenes de los siglos XIX y XX.

### El edificio
El Real Monasterio de San Agustín fue rehabilitado a partir de 1998, según el proyecto redactado por la arquitecta de la Diputación Provincial de Burgos, Marina Escribano Negueruela, que ha conjugado con acierto la recuperación de los elementos antiguos con los de nueva planta. Fue inaugurado el 20 de mayo de 2002, con uso de índole cultural.